# Вільям Кіссам Вандербільт II
Ві́льям Кі́ссам Вандербі́льт II (англ. William Kissam Vanderbilt II; 2 березня 1878, Нью-Йорк — 8 січня 1944, Нью-Йорк) — ентузіаст автогонок і яхтсмен, член багатої і відомої американської родини Вандербільт.
Він народився в Нью-Йорку та був другою дитиною Вільяма Кіссама Вандербільта і Альви Ерскін Сміт, він був відомий як «Віллі К», а до смерті батька — як Вандербільт Молодший, замість формального Вандербільт II. Його братами були Гарольд Стірлінг Вандербільт і Консуело Вандербільт. Вільям Кіссам виріс у розкоші, часто подорожував до Європи та по всьому світу на яхтах свого батька.
Хоча більшу частину життя провів у розвагах, він керував великою Центральною Нью-Йоркською залізницею. Він активно брав участь у змаганнях яхт і керував автогоночною трасою в Нью-Йорку. В межах цього проєкту він спланував та керував будівництвом приватної автотраси на Лонг-Айленді Long Island Motor Parkway, що використовувалася як для автогонок, так і як звичайна платна автодорога. Цей проєкт, проте, ніколи не приносив прибутків, і дорогоа була продана уряду штату.